# Нижняя Козловка
Нижняя Козловка — село в Сергиевском районе Самарской области России. Входит в состав сельского поселения Захаркино.

## География
Село находится в северо-восточной части Самарской области, в пределах Высокого Заволжья, в лесостепной зоне, на правом берегу реки Козловки, вблизи места впадения её в реку Сургут, на расстоянии примерно 24 километров (по прямой) к юго-востоку от села Сергиевск, административного центра района. Абсолютная высота — 68 метров над уровнем моря.
Климат
Климат характеризуется как умеренно континентальный, с холодной малоснежной зимой и жарким сухим летом. Среднегодовая температура воздуха — 4 °С. Средняя температура воздуха самого тёплого месяца (июля) — 26,3 °C (абсолютный максимум — 39 °C); самого холодного (января) — −12,8 °C (абсолютный минимум — −48 °C). Снежный покров держится в течение 150 дней.
Часовой пояс
Село Нижняя Козловка, как и вся Самарская область, находится в часовой зоне МСК+1. Смещение применяемого времени относительно UTC составляет +4:00.

## Население
| 2008 | 2010 |
| ---- | ---- |
| 69   | ↘62  |

Половой состав
По данным Всероссийской переписи населения 2010 года в гендерной структуре населения мужчины составляли 46,8 %, женщины — соответственно 53,2 %.
Национальный состав
Согласно результатам переписи 2002 года, в национальной структуре населения русские составляли 88 % из 69 чел.